# Zdrogowo (województwo wielkopolskie)

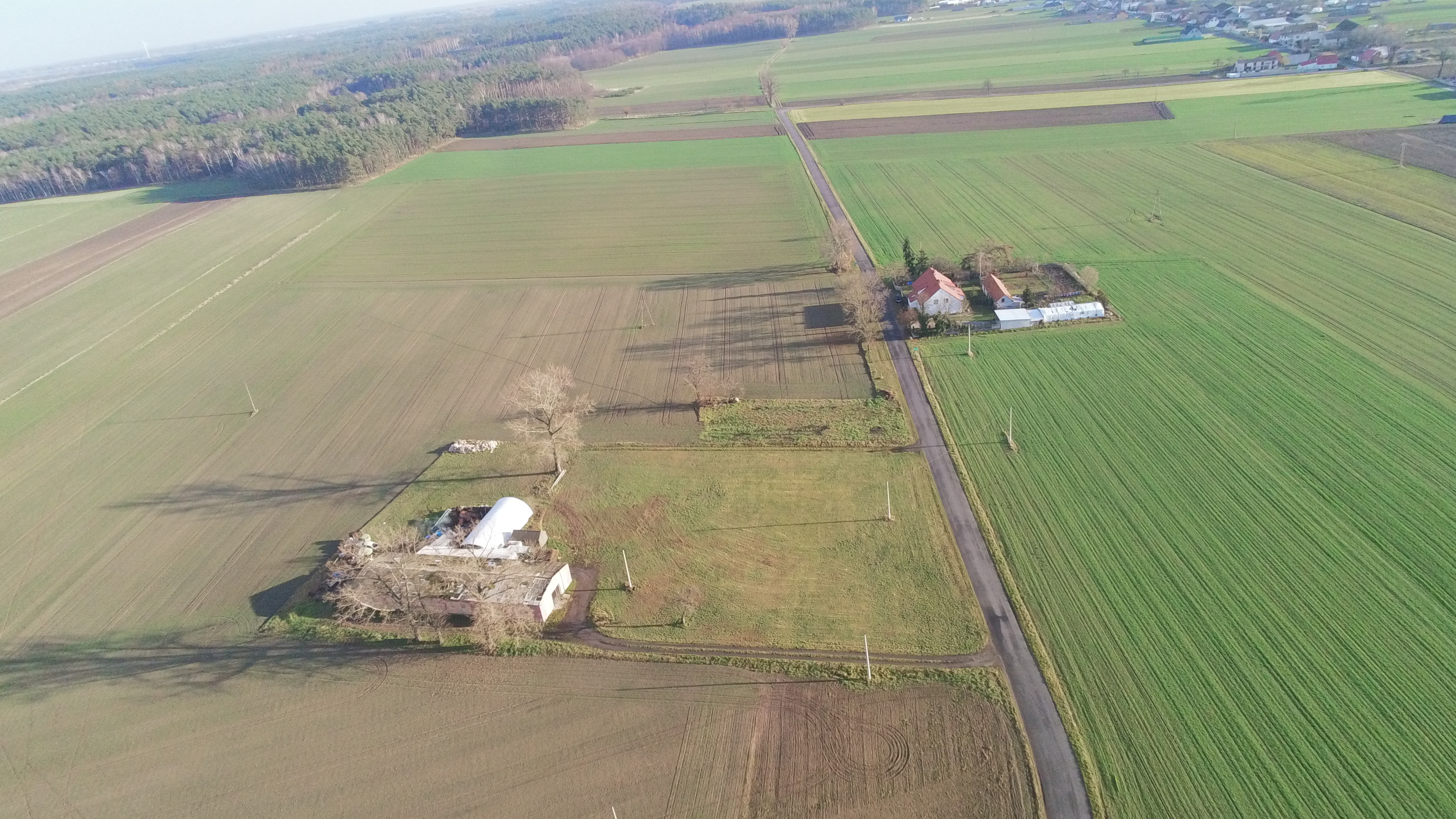
Zdrogowo zdjęcie z lotu ptaka

Zdrogowo – osada w Polsce położona w województwie wielkopolskim, w powiecie wolsztyńskim, w gminie Wolsztyn.
W okresie Wielkiego Księstwa Poznańskiego (1815-1848) miejscowość wzmiankowana jako folwark Zdrogowo należała do wsi mniejszych w ówczesnym powiecie babimojskim rejencji poznańskiej. Folwark Zdrogowo należał do rakoniewickiego okręgu policyjnego tego powiatu i stanowił część majątku Gościeszyn, który należał wówczas do Macieja Mielżyńskiego. Według spisu urzędowego z 1837 roku folwark Zdrogowo liczył 35 mieszkańców, którzy zamieszkiwali 9 dymów (domostw).
W latach 1975–1998 miejscowość należała administracyjnie do województwa zielonogórskiego.